# Urban Meyer
Pour les articles homonymes, voir Meyer.
Urban Meyer, né le 10 juin 1964 à Toledo en Ohio, est un américain, actuellement commentateur sportif sur Fox Sports après avoir été entraîneur de football américain.
Au niveau universitaire, il a officié dans la NCAA Division I FBS comme entraîneur principal à Bowling Green (2001 et 2002), à Utah (2003 et 2004), à Florida (2005-2010) et à Ohio State (2012-2018). Il prend sa retraite d'entraîneur en 2019 après le Rose Bowl mais reste néanmoins à Ohio State comme assistant directeur sportif. Il travaille également comme analyste sportif pour la chaine Fox Sports, apparaissant chaque semaine lors du show d'avant match dénommé Big Noon Kickoff.
Il sort de sa retraite en 2021, pour devenir entraîneur principal des Jaguars de Jacksonville, son premier emploi dans la National Football League (NFL), mais est renvoyé après 13 matchs.

## Biographie
Meyer est né à Toledo, mais a grandi à Ashtabula, deux villes de l'état de l'Ohio. Il entre à l'université de Cincinnati où il joue au football américain. 
Il a occupé les fonctions d'entraîneur principal chez les Falcons de Bowling Green (en 2001 et 2002), les Utes de l'Utah (en 2003 et 2004) et les Gators de la Floride de 2005 à 2010.
Il remporte à deux reprises avec les Gators de la Floride le championnat national universitaire lors des saisons 2006 et 2008. Le pourcentage de victoire de Meyer en fin de saison 2009 (84,2 %), était le plus haut pourcentage des entraîneurs principaux actifs au terme de minimum cinq saisons par un programme de Football Bowl Subdivision (FBS). Pendant sa retraite temporaire en 2011, il travaille comme analyste du football universitaire pour la chaîne sportive ESPN. Il rejoint en 2012 les Buckeyes d'Ohio State.
En 2014, il conduit Ohio State au titre de champion de la Big Ten Conference et au 8e titre de champion national. Meyer est un des trois entraîneur principaux (avec Glenn Scobey Warner (dit Pop Warner) (en) et Nick Saban) à avoir remporté un titre de champion national avec deux équipes universitaires différentes.
Le 1er août 2018, Meyer est mis en congé administratif par l'université d'État de l'Ohio, à la suite d'une enquête interne initiée afin de déterminer si lui-même ou son entourage étaient au courant des violences conjugales commises par l'ex-entraîneur des receveurs de l'équipe, Zach Smith, à l’encontre de sa femme, celui-ci ayant été congédié la semaine précédente. À la suite de l'enquête, il est suspendu sans salaire jusqu'au 2 septembre 2018 et pour les trois premiers matchs de la saison 2018 par le Conseil d'administration de l'université.
Le 4 décembre 2018, Urban Meyer annonce qu'il prendra sa retraite comme entraîneur après le Rose Bowl 2019 pour des raisons de santé. C'est Ryan Day (en) qui devrait de suite le remplacer après ce match.
Le 14 janvier 2021, il sort de sa retraite et est nommé entraîneur principal des Jaguars de Jacksonville de la National Football League, son tout premier emploi dans une ligue professionnelle. Cette première saison est assez catastrophique et ponctuée de controverses telles que des embauches douteuses, un scandale d’infidélité, des conflits constants avec ses joueurs et entraîneurs adjoints, et une accusation de violence physique contre le kicker Josh Lambo. Il est renvoyé avant la fin de sa première saison avec l'équipe après un bilan provisoire de 2 victoires pour 11 défaites.

## Statistiques
| Université        | Saison            | Saison régulière | Saison régulière | Saison régulière | Saison régulière | Bowls/Playoffs                                          | Bowls/Playoffs      |
| ----------------- | ----------------- | ---------------- | ---------------- | ---------------- | ---------------- | ------------------------------------------------------- | ------------------- |
| Université        | Saison            | V                | D                | Conférence       | AP Poll          | Bowls/Playoffs                                          | Résultats           |
| Bowling Green     | 2001              | 8                | 3                | 3e (ex)          | -                | -                                                       | -                   |
| Bowling Green     | 2002              | 9                | 3                | 3e               | -                | -                                                       | -                   |
| Bowling Green     | Total             | 17               | 6                | moyenne de 0.739 | moyenne de 0.739 | moyenne de 0.739                                        | moyenne de 0.739    |
| Utah              | 2003              | 10               | 2                | 1er              | # 21             | Liberty Bowl                                            | V : 17-0            |
| Utah              | 2004              | 12               | 0                | 1er              | # 4              | Fiesta Bowl                                             | V : 35-07           |
| Utah              | Total             | 22               | 2                | moyenne de 0.917 | moyenne de 0.917 | moyenne de 0.917                                        | moyenne de 0.917    |
| Florida           | 2005              | 9                | 3                | 2e (ex)          | # 12             | Outback Bowl                                            | V : 31-24           |
| Florida           | 2006              | 13               | 1                | 1er              | # 1              | BCS                                                     | V : 41-14           |
| Florida           | 2007              | 9                | 4                | 3e               | # 13             | Capital One Bowl                                        | D : 35-41           |
| Florida           | 2008              | 13               | 1                | 1er              | # 1              | BCS                                                     | V : 24-14           |
| Florida           | 2009              | 13               | 1                | 1er              | # 3              | Sugar Bowl                                              | V : 51-24           |
| Florida           | 2010              | 8                | 5                | 2e               | -                | Outback Bowl                                            | V : 37-24           |
| Florida           | Total             | 65               | 15               | moyenne de 0.813 | moyenne de 0.813 | moyenne de 0.813                                        | moyenne de 0.813    |
| Ohio State        | 2012              | 12               | 0                | 1er              | # 3              | **                                                      | -                   |
| Ohio State        | 2013              | 12               | 2                | 1er              | # 12             | Orange Bowl                                             | D : 35-40           |
| Ohio State        | 2014              | 14               | 1                | 1er              | # 4              | Demi-finale : Sugar Bowl Finale : CFP Championship Game | V : 42-35 V : 42-20 |
| Ohio State        | 2015              | 12               | 1                | 1er (ex)         | # 7              | Fiesta Bowl                                             | V : 44-28           |
| Ohio State        | 2016              | 11               | 2                | 1er (ex)         | # 6              | Fiesta Bowl                                             | D : 00-31           |
| Ohio State        | 2017              | 12               | 2                | 1er              | # 5              | Cotton Bowl                                             | V : 24-07           |
| Ohio State        | 2018              | 10~              | 1~               | 1er (ex)         | # 3              | Rose Bowl                                               | V : 28-23           |
| Ohio State        | Total             | 83               | 9                | moyenne de 0.901 | moyenne de 0.901 | moyenne de 0.901                                        | moyenne de 0.901    |
| Total en carrière | Total en carrière | 187              | 32               | moyenne de 0.853 | moyenne de 0.853 | moyenne de 0.853                                        | moyenne de 0.853    |

V : Victoires
D : Défaites
N : Nuls
(ex)  : Ex-æquo
**  : À la suite de sanctions NCAA, Ohio State n'est pas éligible aux bowls.
~ : Meyer a été suspendu administrativement pour les 3 premiers matchs de la saison régulière 2018 et fut remplacé par Ryan Day - les Buckeyes ont remporté les 3 matchs mises au crédit de Ryan Day.

| Champion National |
| Franchise                    | Saison                       | Saison régulière | Saison régulière | Saison régulière | Saison régulière | Saison régulière | Série éliminatoire | Série éliminatoire | Série éliminatoire | Note    |
| ---------------------------- | ---------------------------- | ---------------- | ---------------- | ---------------- | ---------------- | ---------------- | ------------------ | ------------------ | ------------------ | ------- |
| Franchise                    | Saison                       | M                | V                | D                | N                | %                | V                  | D                  | %                  | Note    |
| Jaguars de Jacksonville      | 2021                         | 13               | 2                | 11               | 0                | 15,4             | -                  | -                  | -                  | renvoyé |
| Totaux en NFL / Jacksonville | Totaux en NFL / Jacksonville | 13               | 1                | 11               | 0                | 15,4             | -                  | -                  | -                  |         |

## Palmarès

### Championnats
- Champion universitaire NCAA (3) : 2006, 2008 avec Florida et 2014 avec Ohio State ;
- Champion de la MWC (2) : 2003, 2004 ;
- Champion de la Conférence SEC : 2006, 2008 ;
- Champion de la Division Est de la Conférence SEC : 2006, 2008, 2009 ;
- Champion de la Conférence Big Ten : 2014, 2017, 2018 ;
- Champion de la Division Leaders de la Conférence Big Ten : 2012, 2013 ;
- Champion de la Division Est de la Conférence Big Ten : 2014–2018[9].

### Trophées
- Trophée de l'entraîneur de l'année par The Sporting News : 2003 ;
- Trophée de l'entraîneur de l'année par Home Depot : 2004 ;
- Trophée George Munger : 2004 ;
- Trophée Eddie Robinson, l'entraîneur de l'année : 2004 ;
- Trophée de l'entraîneur de l'année Pro Football Weekly : 2004 ;
- Trophée Woody Hayes : 2004, 2012 ;
- Trophée Victor : 2004 ;
- Trophée de l'entraîneur de la décennie par The Sporting News : 2009 ;
- Trophée de l'entraîneur de la décennie par Sports Illustrated : 2009 ;
- Entraîneur de l'année de la conférence MAC : 2001 ;
- Entraîneur de l'année de la conférence MWC : 2003, 2004.